# Лукувець (Ґарволінський повіт)
Лукувець (пол. Łukówiec) — село в Польщі, у гміні Парисув Ґарволінського повіту Мазовецького воєводства.
Населення — 312 осіб (2011).
У 1975-1998 роках село належало до Седлецького воєводства.

## Демографія
Демографічна структура станом на 31 березня 2011 року:
|          | Загалом | Допрацездатний вік | Працездатний вік | Постпрацездатний вік |
| -------- | ------- | ------------------ | ---------------- | -------------------- |
| Чоловіки | 155     | 33                 | 109              | 13                   |
| Жінки    | 157     | 33                 | 86               | 38                   |
| Разом    | 312     | 66                 | 195              | 51                   |